# Moonyoonooka
Moonyoonooka är en ort i Australien. Den ligger i kommunen Geraldton-Greenough och delstaten Western Australia, omkring 370 kilometer norr om delstatshuvudstaden Perth. Antalet invånare är 302.
Närmaste större samhälle är Geraldton, omkring 11 kilometer väster om Moonyoonooka. 
Trakten runt Moonyoonooka består till största delen av jordbruksmark. Runt Moonyoonooka är det mycket glesbefolkat, med 6 invånare per kvadratkilometer. Stäppklimat råder i trakten. Genomsnittlig årsnederbörd är 360 millimeter. Den regnigaste månaden är juni, med i genomsnitt 65 mm nederbörd, och den torraste är februari, med 3 mm nederbörd.